# Tijana Ajduković
Tijana Ajduković  (nacida el 3 de junio de 1991 en Bačka Topola, Serbia) es una jugadora de baloncesto Serbia. Con 1.93 metros de estatura, juega en la posición de pívot.